# Eisenbahnunfall von Rockville Centre
Bei dem Eisenbahnunfall von Rockville Centre stießen am 17. Februar 1950 bei Rockville Centre, New York, Vereinigte Staaten, zwei Züge zusammen. 31 Menschen starben.

## Ausgangslage
Auf der zweigleisigen Strecke war aufgrund von Bauarbeiten ein etwa drei Kilometer langes Teilstück nur eingleisig befahrbar. Dieses lag zum Teil in einer Kurve. Der Fahrdienstleiter im Bahnhof von Rockville Centre regelte den Einlass der Züge in den eingleisigen Abschnitt, was zudem mit Signalen gesichert war. Wurde ein Signal in „Halt“-Stellung überfahren, erhielt der Lokomotivführer automatisch einen Warnton.
Der Unfall ereignete sich spätabends. Ein nach New York fahrender Zug erhielt zuerst Einfahrt in den eingleisigen Abschnitt. Der ihm entgegenkommende Zug aus New York war voller zurückkehrender Theaterbesucher. Ihm wurde vor dem eingleisigen Abschnitt „Halt“ signalisiert.

## Unfallhergang
Der Lokomotivführer des aus New York kommenden Zuges gab später an, das Warnsignal zwar gehört zu haben, jedoch aufgrund seines zu hohen Blutdrucks handlungsunfähig gewesen zu sein. Die Züge kollidierten im Bereich der Verzweigung vom zwei- zum eingleisigen Abschnitt. Sie „schrammten“ aneinander vorbei und wurden jeweils auf ihrer linken Seite schwer beschädigt. Beide Lokomotivführer, auf ihren Maschinen jeweils rechts positioniert, überlebten.

## Folgen
31 Menschen starben. Der Lokomotivführer, der das „Halt“ gebietende Signal überfahren hatte, wurde im folgenden Strafprozess aufgrund seiner gesundheitlichen Beeinträchtigung freigesprochen.